# 宮嶋勲
宮嶋 勲（みやじま いさお、1959年 - ）は日本のワインジャーナリスト。

## 略歴
京都に生まれる。東京大学経済学部を卒業後、1983年から1989年までイタリア・ローマにて新聞社に勤務する。
イタリアと日本を行き来しながら「ワインと食」をテーマに執筆活動を行う傍ら、2004年から2014年まで『エスプレッソ・イタリアワイン・ガイド』の試飲スタッフ、2006年からは『ガンベロ・ロッソ・レストランガイド』の執筆にも携わり、2021年現在、同日本語版の責任者を務める。
また、ワインセミナー講師や、講演活動も行っている。

## 受章
- 2013年、グランディ・クリュ・ディタリア最優秀外国人ジャーナリスト賞[1]。
- 2014年、イタリア共和国功労勲章コンメンダトーレ[1]。

## 著書
- 『10皿でわかるイタリア料理』（日本経済新聞出版社、2013年）　ISBN 4532168740
- 『最後はなぜかうまくいくイタリア人』（日本経済新聞出版社、単行本2015年、文庫2018年）　ISBN 4532198488（著書紹介[2]）
- 『ワインの嘘~誰も教えてくれなかった自由な楽しみ方』（大和書房、2021年）　ISBN 4479785310（書評[3]）
- 『イタリアワイン 2021年版』（ワイン王国、2021年）　ISBN 4880734667

## テレビ出演
- 『イタリア極上ワイン紀行～クアットロ・マエストリ～』 - BSフジ、2012年11月、前後編[4]。
- 『イタリア極上ワイン紀行 Vol.3』 - BSフジ、2013年11月[5]。
- 『イタリア極上ワイン紀行』Vol.4 フランチャコルタ 華麗なる世界へ - BSフジ、2015年12月[6]。
- 日伊国交樹立150周年『イタリア極上ワイン紀行 Vol.5』 - BSフジ、2016年12月[7]。